# Mariolande Kennedy
Mariolande Kennedy (Helmond, 1963), pseudoniem van Mariolande Ikink- van de Wetering, is een Nederlandse kinderboekenschrijfster. Ze is vooral bekend om haar boeken over de geschiedenis van het plaatsje Heeze, Strabrechtse Heide en de Zesgehuchten
Ze ging na haar havo-opleiding werken op het Ministerie van Binnenlandse Zaken in Den Haag.
Na vier jaar ging ze uiteindelijk terug naar Noord-Brabant en ging in Eindhoven wonen. Hier woonde ze ook een tijdje, maar verhuisde toen naar Heeze waar ze in 2004 haar eerste verhaal schreef.
Ze werkt nu o.a als schrijfster en trouwambtenaar voor de gemeente Heeze-Leende.

## Boeken
| Naam boek                         | Jaar van uitgave |
| --------------------------------- | ---------------- |
| De legende van de verzonken kapel | 2004             |
| Spook van Strabrecht              | 2005             |
| Grensengel                        | 2006             |

Van het boek Spook van Strabrecht is een musical geschreven. De landelijke première is gespeeld door jeugdtheater groep Spotlight in mei 2009.
- International Standard Name Identifier: 0000 0003 9123 1842
- Nederlandse Thesaurus van Auteursnamen: 266607462
- Virtual International Authority File: 285039050
- WorldCat: E39PBJdx3GV3WRfqyMQ3F4v8md